# Dragonette EP
Dragonette EP  é o primeiro lançamento da banda canadense de electropop/new wave/synthpop Dragonette. Esse EP foi lançado para promover o seu trabalho e foi disponibilizado para compra no site da banda.
Algumas destas faixas foram retrabalhados e aparecem no álbum de estréia Galore.

## Faixas
Todas as faixas foram escritas e compostas pela banda.
1. "I Get Around" – 3:04
2. "Magic Fantastic" – 3:11
3. "Competition" – 3:42
4. "Jesus Doesn't Love Me" – 3:19
5. "Shockbox" – 3:56
6. "Teacher Teacher" – 3:07